# Super Bowl XXVIII
Match précédent Match suivant
Le Super Bowl XXVIII est le match de clôture de la saison 1993 de la NF de football américain (NFL).
Le match s'est joué le 30 janvier 1994 au Georgia Dome d’Atlanta en Géorgie.
Comme pour la précédente édition, il a opposé les Bills de Buffalo aux Cowboys de Dallas. Ces derniers gagnent le match 30 à 13 et remportent leur deuxième Super Bowl consécutif.
Il s'agissait de la quatrième apparition consécutive des Bills au Super Bowl. Malgré de très bons joueurs (Jim Kelly QB, Thurman Thomas RB, Bruce Smith DE), ces quatre participations se soldent par quatre échecs.

## Le match
| Score   | Q1 | Q2 | Q3 | Q4 | Total |
| Dallas  | 6  | 0  | 14 | 10 | 30    |
| Buffalo | 3  | 10 | 0  | 0  | 13    |

1er Quart Temps
- DAL- FG : Eddie Murray sur un field goal à 41 yards DAL 3-0
- BUF- FG : Steve Christie sur un field goal à 54 yards 3-3 égalité
- DAL- FG : Eddie Murray sur un field goal à 24 yards  DAL 6-3

2e Quart Temps
- BUF- TD : Thurman Thomas sur une course de 4 yards (transformé) 6-10 BUF
- BUF- FG : Steve Christie sur un field goal à 28 yards  6-13 BUF

3e Quart Temps
- DAL- TD : James Washington sur un fumble retourné  de 46 yards (transformé)  13-13 égalité
- DAL- TD : Emmitt Smith  sur une course de 17 yards (transformé) DAL 20-13

4e Quart Temps
- DAL- TD : Emmitt Smith  sur une course de 1 yard (transformé) DAL 27-13
- DAL- FG : Eddie Murray sur un field goal à 20 yards DAL 30-13

## Titulaires
| Dallas           | Postes  | Buffalo           |
| ---------------- | ------- | ----------------- |
| Attaque          |         |                   |
| Alvin Harper     | WR      | Don Beebe         |
| Mark Tuinei      | LT      | John Fina         |
| Nate Newton      | LG      | Glenn Parker      |
| John Gesek       | C       | Kent Hull         |
| Kevin Gogan      | RG      | John Davis        |
| Erik Williams    | RT      | Howard Ballard    |
| Jay Novacek      | TE      | Pete Metzelaars   |
| Michael Irvin    | WR      | Andre Reed        |
| Troy Aikman      | QB      | Jim Kelly         |
| Emmitt Smith     | RB      | Thurman Thomas    |
| Daryl Johnston   | FB / WR | Bill Brooks       |
| Défense          |         |                   |
| Tony Tolbert     | DE      | Phil Hansen       |
| Tony Casillas    | DT      | Jeff Wright       |
| Leon Lett        | DT / DE | Bruce Smith       |
| Charles Haley    | DE / LB | Marvcus Patton    |
| Ken Norton, Jr.  | LB      | Cornelius Bennett |
| Darrin Smith     | LB      | Mark Maddox       |
| Darren Woodson   | DB / LB | Darryl Talley     |
| Kevin Smith      | CB      | Mickey Washington |
| Larry Brown      | CB      | Nate Odomes       |
| Thomas Everett   | SS      | Henry Jones       |
| James Washington | FS      | Mark Kelso        |